# Kingersheim
Kingersheim je občina v departmaju Haut-Rhin francoske regije Alzacija.
Leta 1990 je v občini živelo 11 258 oseb oz. 1,683 oseb/km².